# Joey Hand

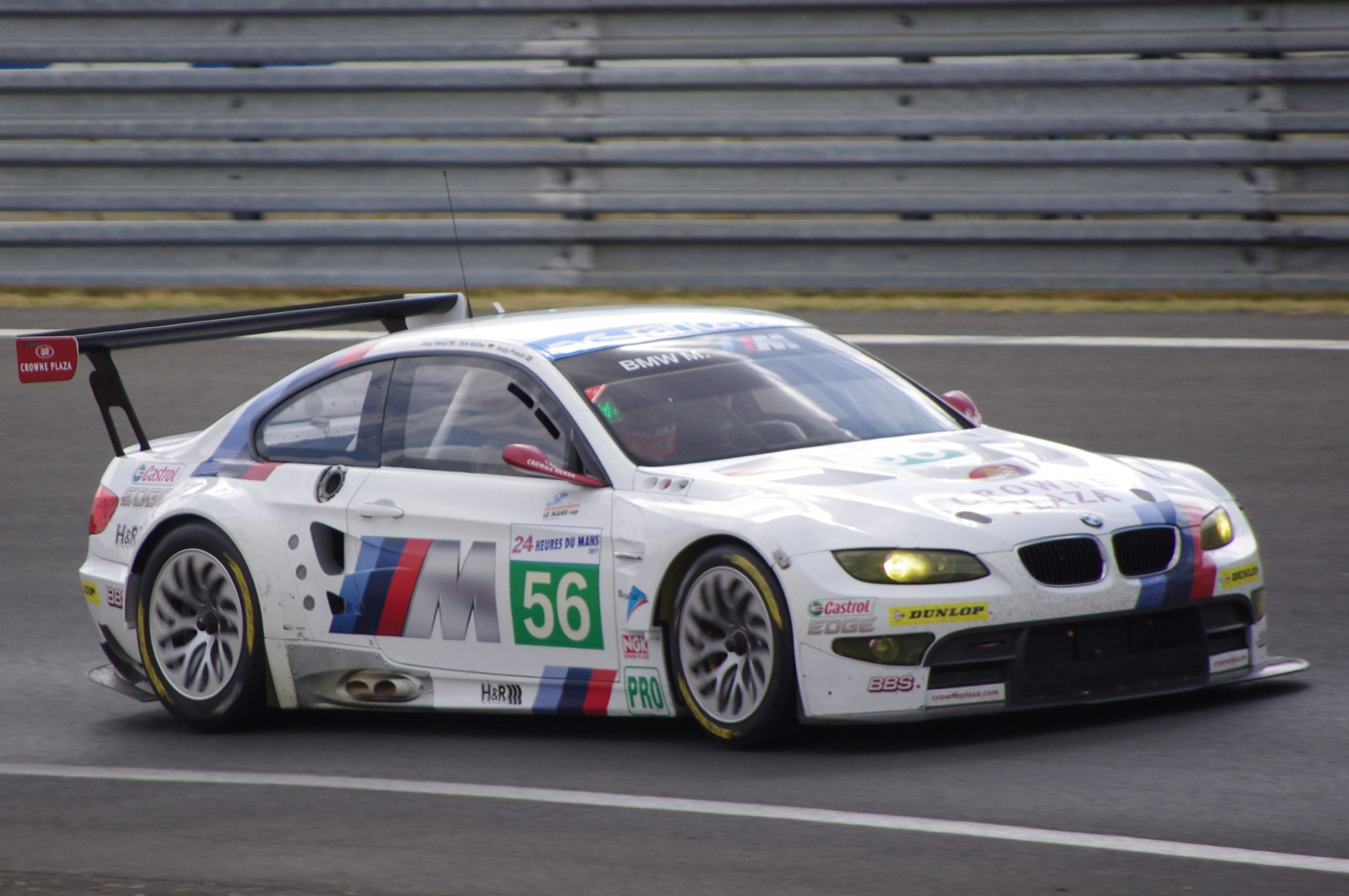
BMW M3 de Joey Hand en las 24 Horas de Le Mans de 2011

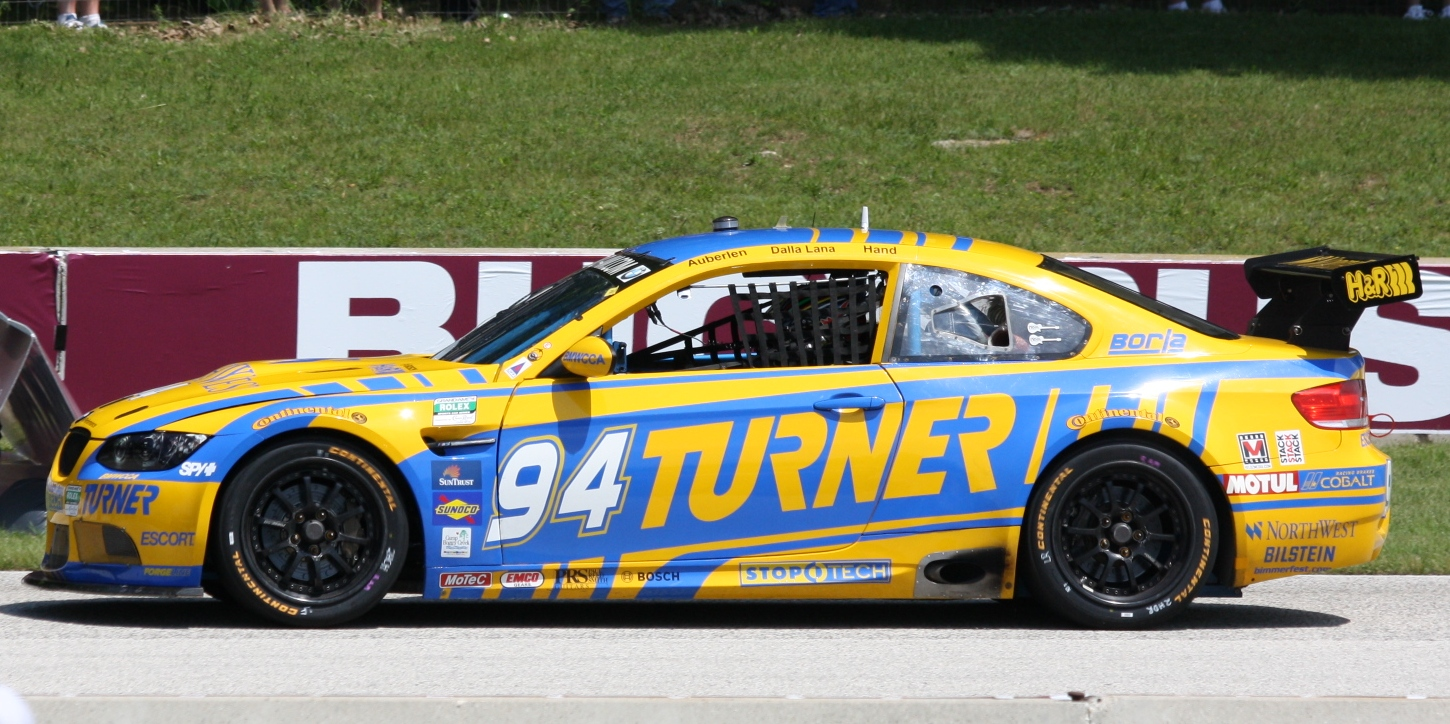
BMW M3 de Joey Hand en la serie Grand-Am 2011

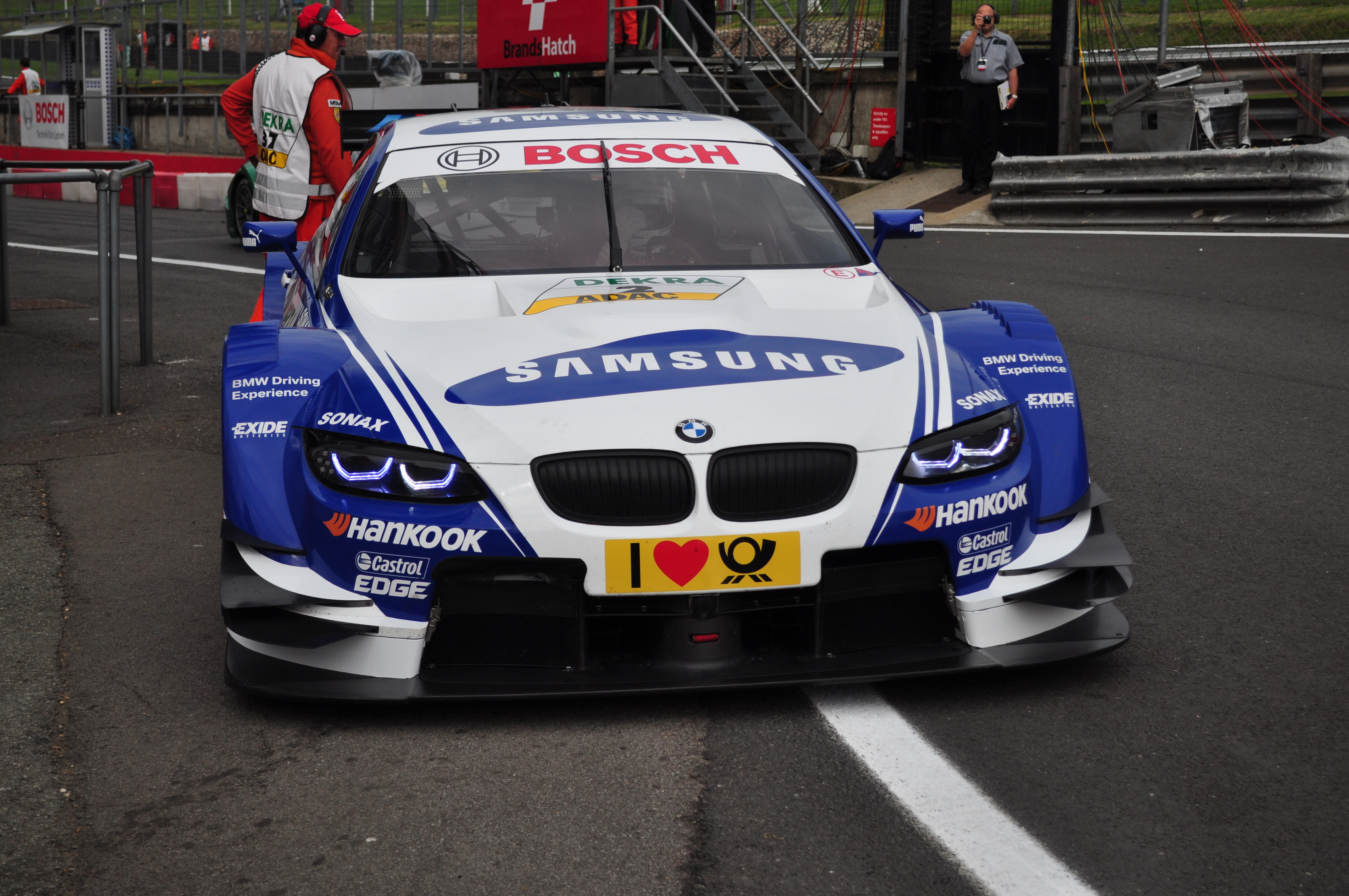
BMW M3 de Joey Hand en el DTM 2012

Joey Hand (10 de febrero de 1979, Sacramento, California, Estados Unidos) es un piloto de automovilismo de velocidad estadounidense. Se ha destacado pilotando modelos de BMW, Panoz y Ford en gran turismos y sport prototipos. Fue subcampeón de la clase GS del Grand-Am Sports Car Challenge 2010, campeón de la clase GT de la American Le Mans Series 2011, ganador absoluto de las 24 Horas de Daytona de 2011, y ganador de la clase GT en las 12 Horas de Sebring de 2011 y 2012.

## Monoplazas
Luego de iniciarse en el karting, Hand disputó la categoría promocional de monoplazas Star Mazda en 1998 y 1999, obteniendo el título en su segundo año. Logró una beca para disputar la Fórmula Palmer Audi invernal en 2000.
En 2001, el californiano ascendió a la Fórmula Atlantic, donde resultó tercero con dos victorias y siete podios. Siguió dos años más en dicho certamen, logrando dos podios pero sin poder progresar a la Champ Car.

## Grand-Am
Hand corrió sus últimas carreras en monoplazas en 2004, y con 25 años pasó a disputar la clase GT de la Grand-Am Rolex Sports Car Series con un BMW M3 del equipo PTG. Logró una victoria y cinco segundos puestos en 12 carreras, quedando así octavo en el campeonato de pilotos de GT. En 2005, obtuvo tres victorias y ocho podios con PTG, de modo que alcanzó la quinta posición en el campeonato de pilotos de GT.

## ALMS y sport prototipos
Los dos años siguientes, el californiano centró su actividad en la clase GT2 de la American Le Mans Series. En 2006 logró tres podios con un BMW M3 de PTG junto a Bill Auberlen, resultando séptimo en el campeonato de pilotos. PTG se convirtió en equipo oficial de Panoz; Hand y Auberlen lograron un solo podio con su Panoz Esperante, y terminaron 22º.
En paralelo, Hand corrió cuatro fechas de la serie Grand-Am 2006 con un BMW M3. En 2007, corrió las 24 Horas de Daytona de la serie Grand-Am con un Infiniti G, y otras dos fechas del campeonato con un Riley-BMW, sin lograr resultados destacables.
Alex Job fichó a Hand para disputar la serie Grand-Am 2008 junto a Auberlen, en este caso con un prototipo de Daytona motorizado por Porsche. Consiguió un segundo puesto, un tercero y un cuarto como mejores resultados, y quedó 20º en el tabla final. Además disputó cuatro fechas de la American Le Mans Series con un Panoz Esperante oficial de PTG, logrando un podio.

## Segunda etapa en ALMS
El californiano volvió a los mandos de un BMW M3 para la temporada 2009, en este caso en el equipo oficial Rahal Letterman Racing de la ALMS. Consiguió una victoria y un segundo puesto, para terminar 20º en el campeonato de pilotos de la clase GT2.
En 2010, su compañero de butaca en el BMW M3 oficial de Rahal pasó a ser Dirk Müller. Con una victoria y tres podios, resultó noveno en el campeonato de pilotos de la clase GT de la ALMS, y colaboró a conseguir el título de equipos. Además, disputó siete fechas de la serie Grand-Am con un BMW M6 de Turner junto a Auberlen entre otros, obteniendo una victoria, un segundo puesto y tres quintos en la clase, así como una fecha con un Riley-BMW de la clase DP.
Hand logró tres victorias en la ALMS 2011 junto a Müller, destacándose las 12 Horas de Sebring con Andy Priaulx como tercer piloto. Con un total de seis podios en nueve carreras, conquistó los títulos de pilotos y equipos de la clase GT.
Ese mismo año, obtuvo la victoria absoluto en las 24 Horas de Daytona con un Riley-BMW de Ganassi, corriendo junto a Scott Pruett, Memo Rojas y Graham Rahal. Más tarde disputó otras cuatro fechas de la serie Grand-Am con un BMW M3 de Turner, resultando tercero en una de ellas.
El californiano corrió también en las 24 Horas de Le Mans con un BMW M3 oficial junto a Müller y Priaulx, resultando tercero en la clase GTE-Pro. Finalmente, fue invitado al Gran Premio de Surfers Paradise del V8 Supercars australiano para correr junto a James Moffat con un Ford Falcon del equipo de Dick Johnson, donde terminó cuarto en la primera manga.
Desde 2005 hasta 2011, Hand disputó también el Grand-Am Sports Car Challenge en la clase GS con mayor o menor frecuencia. En 2010 cosechó una victoria y cuatro podios. En tanto, en 2011 fue subcampeón junto a Michael Marsal con un BMW M3 de Turner, acumulando dos triunfos y siete podios.

## DTM, ALMS y TUSC
BMW ingresó al Deutsche Tourenwagen Masters para la temporada 2012, y contrató a Hand para pilotar un BMW M3 del equipo RMG. Logró un octavo y un noveno puesto como únicos resultados puntuables, por lo que quedó 20º en la tabla general. Simultáneamente, disputó nuevamente la American Le Mans Series junto a Müller en el equipo Rahal. Venció en Sebring y logró un segundo puesto y un tercero, pero sus tres ausencias debido al DTM lo relegaron al 12º puesto final. Por otra parte, llegó sexto en las 24 Horas de Daytona con Ganassi, nuevamente compartiendo un Riley-BMW con Pruett, Rojas y Rahal.
Hand continuó disputando el DTM y la ALMS en 2013 como piloto oficial de BMW. En el DTM obtuvo un quinto lugar, dos séptimos y un octavo con el equipo RBM, de modo que resultó 12º en la tabla de puntos. En la ALMS, obtuvo un segundo puesto y dos cuartos lugares en seis apariciones con un BMW Z4 de Rahal, quedando así 18º en el campeonato de pilotos de GT. Participó también en las 24 Horas de Daytona con Ganassi, en este caso con Scott Dixon, Dario Franchitti y Jamie McMurray como compañeros de butaca, y en Indianápolis junto a Tony Kanaan.
El estadounidense continuó con el equipo RBM en el DTM 2014. Obtuvo solamente un séptimo puesto y dos décimos, de modo que quedó relegado al 20º puesto de campeonato. Además, disputó las dos carreras floridanas del United SportsCar Championship con un BMW Z4 oficial de la clase GTLM, resultando segundo en las 24 Horas de Daytona y tercero en las 12 Horas de Sebring junto a Priaulx y Bill Auberlen.

## Ford (2015-presente)
Hand dejó la marca BMW y la serie DTM en 2015, y se unió al equipo Chip Ganassi para pilotar un sport prototipo Riley-Ford junto con Scott Pruett en el United SportsCar Championship. Obtuvieron una victoria en Austin, tres segundos lugares y un tercero, de modo que resultaron séptimo en el campeonato de la clase Prototipos.
En 2016, el estadounidense siguió en la IMSA SportsCar Championship con el equipo Ganassi, pero ahora al volante de un Ford GT junto a Dirk Müller en la clase GT Le Mans. Resultó 11º en el campeonato, con tres segundos lugares. Además, la dupla participó en las 24 Horas de Le Mans contando como tercer piloto a Sebastien Bourdais, en donde lograron la victoria en la clase GTE-Pro.